# Josef Abenthung

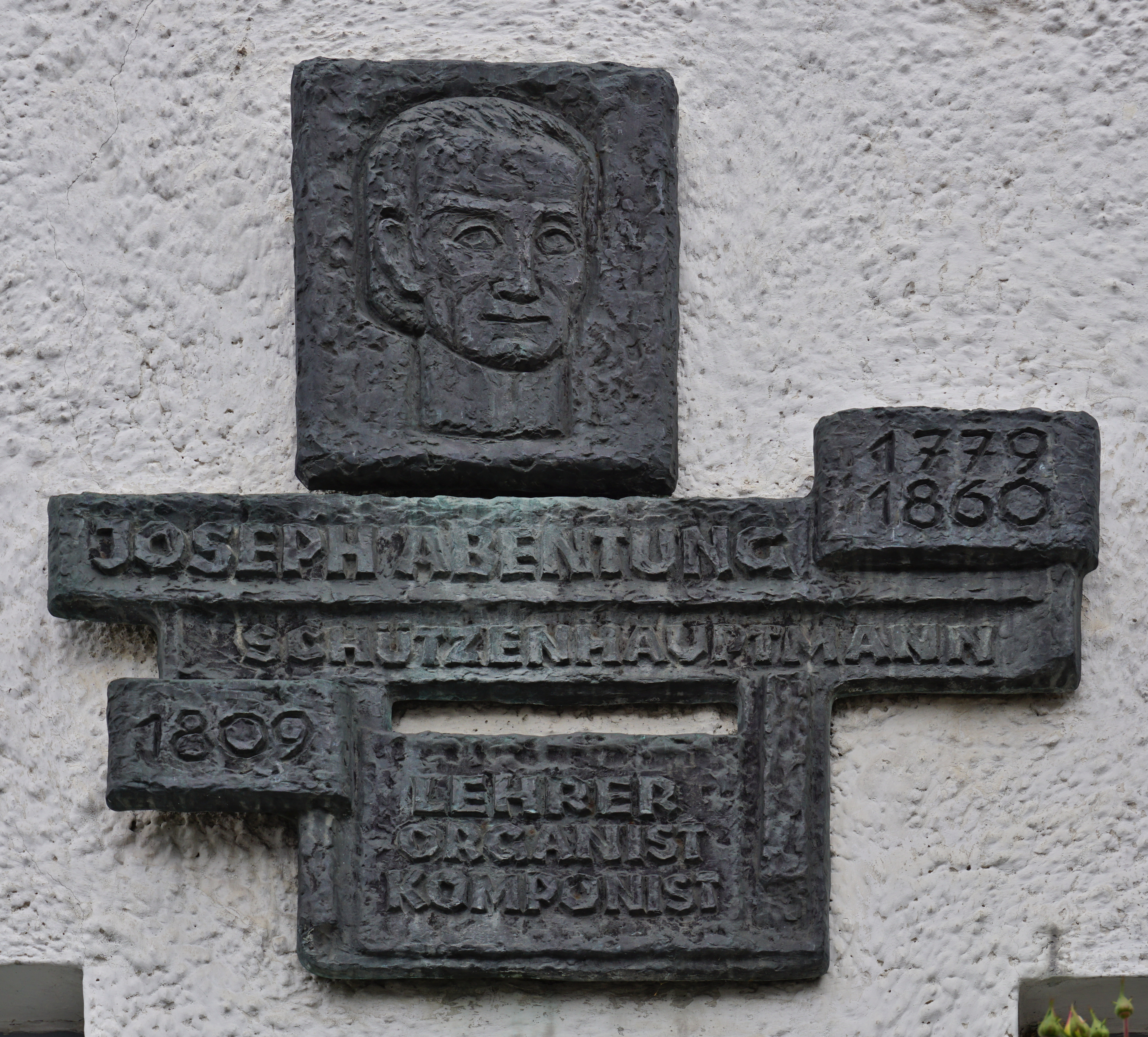
Gedenktafel auf einer Hausfassade in Götzens

Josef Abenthung (auch Abentung; * 19. Februar 1779 in Götzens; † 2. August 1860 in Götzens) war ein Freiheitskämpfer im Tiroler Freiheitskampf 1809, Musiklehrer, Organist und Komponist.

## Leben
Josef Abenthung war das vierte von fünf Kindern des Bauern und Mesners Franz Abenthung und seiner Frau Elisabeth Abenthung geb. Graßmayr. Josef wurde früh nach Seefeld zum Orgelunterricht geschickt. Seefeld wurde ab 1785 von Stamser Zisterziensern seelsorgerisch versorgt und so gelangte Abenthung nach Stams, um von Pater Zacharias Hirnsberger OCist (1759–1816) weiteren Unterricht zu erhalten. Er soll auch von  Abbé Josef Benedikt Falk in Innsbruck unterrichtet worden sein. 1793 gründete er eine der ältesten Musikkapellen Tirols, die Türkische Musikbande Götzens, aus der die Musikkapelle Götzens hervorging. 1797 datiert sein op.1, ein Tantum ergo. 1794 oder 1798 bekam er eine Stelle als Lehrer in Götzens.
1805 befehligte er als Kommandant eine Schützenkompanie in Götzens. 1809 zog er als Hauptmann der Götzener Schützen mit der Musikkapelle in die Schlacht am Bergisel und bewährte sich dort als Schanzenkommandant einer ganzen Angriffsgruppe mehrerer Kompanien, nicht nur der Götzener Schützen. 1810 studierte er in Wien Musik bei Johann Baptist Gänsbacher und lernte Franz Xaver Süßmayr kennen. Später unterrichtete er angehende Lehrer in Musik und komponierte. 1812 heiratete er in Götzens Maria Rauth (1788–1828). Sie hatten gemeinsam neun Kinder.  1823 war Josef Abenthung einer der Sargträger bei der Überführung der sterblichen Überreste Andreas Hofers in die Hofkirche in Innsbruck. Am 3. Mai 1855 wurde ihm  in Anerkennung seines langjährigen verdienten Wirkens im Schulfache und seines sonstigen lobenswerthen Verhaltens das silberne Verdienstkreuz verliehen. 1860 starb Abenthung in Götzens, wo er als Lehrer, Bauer, Händler u. a. von Musikalien, Mesner, Organist, Komponist und Hauptmann der Schützen bis zu seinem Tod gelebt hatte.

## Werke (Auswahl)
Josef Abenthung schrieb über 500 Werke. Das Tiroler Landesmuseum „Ferdinandeum“ und die Musikkapelle Götzens besitzen Manuskripte der Werke Abenthungs.
- Josef Abenthungs Pracktisches Handbuch für Cantor und Organisten.[4]

### Vokalmusik
- 16 Messen
  - Missa pro omnibus vocibus, 1813. Für das königlich bayerische Musikbataillon Larosche in Innsbruck komponiert
- Oratorien
- 16 Kantaten, auch weltliche
- Litaneien
- 124 Cantilenes  (Gesänge zum gottesdienstlichen Gebrauch)[4]

### Werke für Blasorchester
- 19 türkische Musikstücke: Märsche
- Fanfaren, Trompetenaufzüge
- Tusche

### Orgelmusik
- Orgelstücke, u. a. 8 Präludien

## Rezeption und Gedenken

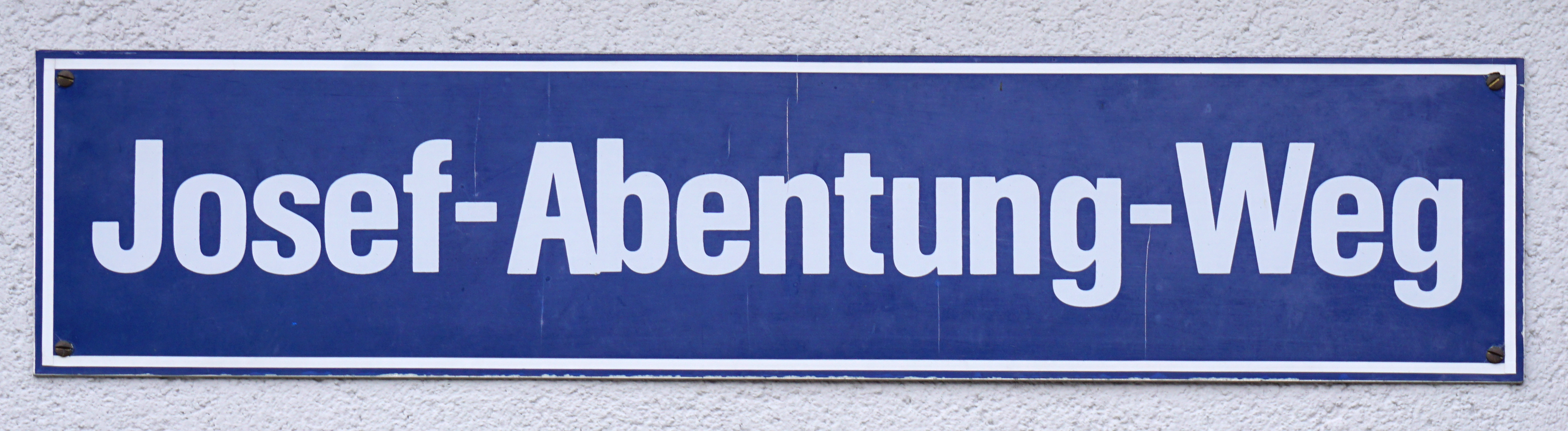
Josef-Abentung-Weg in Götzens

Nach Josef Abenthungs Tod wurde am 8. August 1860 in der Innsbrucker Hofkirche eine Seelenmesse abgehalten. In der Einladung der Veteranen im Innsbrucker Tagblatt vom 6. August 1860 wird er als „Veteran und gewesener Landesschützenhauptmann“ benannt. Er führte den Ehrentitel „Landesverteidiger“. Von Zeitgenossen wurde er „der Götzener Mozart“ genannt. In Götzens wurde ein Weg nach ihm benannt.

## Einspielungen
- Glänzend steigt der goldne Morgen. Festgesang zur 87. Geburtstagsfeier und 70. Dienstjahr des Herrn Feldmarschalls Josef Graf Radetzky. Studierende des Tiroler Landeskonservatoriums und der Universität Mozarteum. Landesmuseum Ferdinandeum.
- Joseph und Mariens Ankunft in Bethlehem, Weihnacht. Aria. Kammerchor und Kammerorchester des Ferdinandeums, Leitung: Josef Wetzinger. Tiroler Weihnachtskonzert 1996.  Klingende Kostbarkeiten aus Tirol 3. Tiroler Landesmuseum.[10]
- Verkündigung an Maria. Vokal- und Instrumentalensemble des Ferdinandeums. Ltg.: Josef Wetzinger. Auf: Tiroler Weihnacht 2002. Klingende Kostbarkeiten aus Tirol, 29. Tiroler Landesmuseum.[11]
- Vom Himmel war gesendet der Engel Gabriel. (Aria). Ei Brüder, was seh ich dort schimmern (Duetto). Drei Könige kommen von fernesten Morgen (Aria). Vokal- und Instrumentalensemble des Ferdinandeums. Ltg.: Josef Wetzinger. Aufgenommen im Tiroler Landeskonservatorium Innsbruck am 16./17. Dezember 2006. Veröffentlicht auf: Tiroler Weihnachtskonzert 2006. Institut für Tiroler Musikforschung 2007.[12][13]
- Welch freudige Botschaft. Kammerchor des Ferdinandeums, Kammerorchester des Ferdinandeums. Leitung: Josef Wetzinger. Auf: Tiroler Weihnacht. Klingende Kostbarkeiten aus Tirol, 39. Tiroler Landesmuseum.[14]